# طبقة التطبيق
طبقة التطبيقات أو طبقة التطبيق بالإنجليزية: (Application Layer): هي طبقة تجريد التي تحدد بروتوكولات الاتصالات المشتركة بين ادوات الواجهة المشغلة من قبل المضيفين في الشبكة الحاسوبية.
تم تحديد طبقة التطبيقات بشكلها المجرد في كلا النموذجين TCP/IP ونموذج OSI على الرغم من ذلك، كلا النموذجين يستخدم المصطلح ذاته لتمثيل الطبقات العليا منه، مع اختلاف تفاصيل التعريف ومهمات الطبقة في كلا النموذجين.

## نموذج حزمة الإنترنت
في نموذج حزمة الانترنت، طبقة التطبيقات تتضمن بروتوكولات الاتصال المستخدمة في عملية الاتصال عبر حاسوب ذو بروتوكول الإنترنت IP ، تقوم طبقة التطبيق باعتماد صيغة اتصال موحدة واعتمادا على بروتوكولات طبقة النقل الأساسية لإنشاء قنوات نقل البيانات من مضيف إلى مضيف وإدارة تبادل تلك البيانات.
بالرغم من أن طبقة تطبيق TCP / IP لا تصف قواعد معينة أو تنسيقات بيانات يجب على التطبيقات مراعاتها عند الاتصال، إلا أن المواصفات الأصلية (في RFC  1123) تعتمد على مبدأ المتانة لتصميم التطبيق وتوصي به.

## نموذج OSI
في نموذج OSI ، يكون تعريف طبقة التطبيق أكثر تحديدا. يعرف نموذج OSI طبقة التطبيق على أنها واجهة المستخدم المسؤولة عن عرض المعلومات المستلمة للمستخدم. مقارتة بمجموعة بروتوكول الإنترنت التي لا تهتم بمثل هذه التفاصيل. يحدد نموذج OSI أيضًا بشكل صريح الوظائف الإضافية الموجودة أسفل طبقة التطبيق وهما: طبقة الجلسة، وطبقة العرض ثم تأتي طبقة النقل، نموذج OSI يوفرفصل معياري صارم للوظائف في هذه الطبقات ويوفر تطبيقات بروتوكول لكل طبقة.

### الطبقات الفرعية
في الأصل، يتكون نموذج OSI من نوعين من خدمات طبقة التطبيق مع البروتوكولات ذات الصلة. هاتان الطبقتان الفرعيتان هما عنصر خدمة التطبيق المشترك The Common Application Service (CASE) وعنصر خدمة التطبيق المحدد The Specific Application Service (SASE). بشكل عام، يتحقق بروتوكول طبقة التطبيق من خلال استخدام وظائف عدد من عناصر خدمة التطبيق. تستدعي بعض عناصر خدمة التطبيق إجراءات مختلفة بناءً على إصدار خدمة الجلسة المتاح

## البروتوكولات
وثيقة تعريف IETF لطبقة التطبيق في حزمة بروتوكول الإنترنت RFC 1123 . قدمت مجموعة أولية من البروتوكولات التي غطت الجوانب الرئيسية لوظائف الإنترنت في بداياته وشملت:
- تسجيل الدخول عن بعد إلى المضيفين: Telnet
- نقل الملفات: بروتوكول نقل الملفات ( FTP) ، بروتوكول نقل الملفات البسيط (TFTP)
- نقل البريد الإلكتروني: بروتوكول نقل البريد البسيط (SMTP)
- دعم الشبكات: نظام اسم المجال (DNS)
- تهيئة المضيف: BOOTP
- إدارة المضيف البعيد: بروتوكول إدارة الشبكة البسيط (SNMP).

## امثلة
- APPC ، الاتصال المتقدم من برنامج إلى برنامج
- AMQP ، بروتوكول انتظار الرسائل المتقدم
- FTAM ، الوصول إلى نقل الملفات وإدارتها
- GHTTP ، بروتوكول نقل النص التشعبي
- H.323، نظام اتصالات الوسائط المتعددة القائم على الحزم
- IMAP ، بروتوكول الوصول إلى رسائل الإنترنت
- IRC ، مرحل الإنترنت الدردشة
- IPFS ، نظام الملفات بين الكواكب
- NIS ، خدمة معلومات الشبكة
- NNTP ، بروتوكول نقل أخبار الشبكة
- NTP ، بروتوكول وقت الشبكة
- RDP ، بروتوكول سطح المكتب البعيد
- RELP ، بروتوكول تسجيل الأحداث الموثوق به
- RFP ، بروتوكول التخزين المؤقت للإطار البعيد
- Rlogin ، تسجيل الدخول عن بعد في أنظمة UNIX
- RPC ، استدعاء الإجراء البعيد
- RTMP ، بروتوكول المراسلة في الوقت الحقيقي
- RTP ، بروتوكول النقل في الوقت الفعلي
- RTPS ، اشتراك نشر في الوقت الفعلي
- RTSP ، بروتوكول دفق الوقت الحقيقي
- SAP ، بروتوكول إعلان الجلسة
- SDP ، بروتوكول وصف الجلسة
- SIP ، بروتوكول بدء الجلسة
- SLP ، بروتوكول موقع الخدمة
- SMB ، كتلة رسالة الخادم
- SMTP ، بروتوكول نقل البريد البسيط
- SNTP بروتوكول وقت الشبكة البسيط
- DNS ، خدمات اسم المجال